# 67式微声手枪
67式微声手枪是一種中华人民共和国製造的微声半自動／泵動式手槍，發射7.62×17毫米64式手槍彈。該槍的特點是能夠透過握把上的選擇桿以選擇半自動或泵動式操作。

## 歷史
67式採用整体式消聲器，消聲效果良好，可實施單動和雙動兩種射擊方式。不過接近40年的服役生涯以後，作為第一代產品的67式已經隨著時代的發展而出現了很多的問題，例如其整體式消聲器的壽命低，彈匣容量亦過小（只有9發），因此性能遠比67式好的06式微声手枪就開始接替67式成为新一代的微声手枪。
中華人民共和國最早在上世紀60年代開始研發消聲手槍，67式就是其第一代製成品，1967年完成設計定型，1969年進行生產。
在越戰期間，67式作为越南人民軍和越南南方民族解放陣線游擊隊偵察員的重要秘密武器，主要是用於偵察和夜襲等特種作戰。中越戰爭期間也有被中國人民解放軍的偵察部隊所使用。直到21世纪初，06式微声手枪才接替67式成为中國人民解放軍新一代的微声手枪。

## 使用國
- 中华人民共和国
- 越南：在越戰期間由越南人民軍和游擊隊偵察員使用。